# Ablaberoides obtusus
Ablaberoides obtusus är en skalbaggsart som beskrevs av Fahraeus 1857. Ablaberoides obtusus ingår i släktet Ablaberoides och familjen Melolonthidae. Inga underarter finns listade i Catalogue of Life.